# アチーブスター
アチーブスター（欧字名:Achieve Star、1969年4月15日 - ?）は、日本の競走馬、繁殖牝馬。
1972年の優駿賞最優秀4歳牝馬。1972年の桜花賞とビクトリアカップを制し、牝馬二冠を果たした。

## 経歴

### デビューまで
フォーテリングは、イギリスで生産された牝馬で、競走馬として5ハロン、8ハロンのレースで勝利し、12戦2勝で繁殖牝馬となった。1966年、イギリスに渡った辻芳雄らが600万円で購入し、日本に輸入された。
1968年の交配では、日本中央競馬会がイギリスから輸入したシプリアニを相手に選択。1969年4月15日、北海道浦河町の笹地牧場で黒鹿毛の牝馬（後のアチーブスター）が誕生する。産まれた仔は、小柄であった。牧場での馬追い運動では常にハナ（先頭）にいることが多かった。山本信行の所有となり「アチーブスター」という競走馬名が附され、栗東トレーニングセンターの田之上勲厩舎に入厩した。

### 競走馬時代
1971年9月18日、阪神競馬場の新馬戦（芝1200メートル）で田之上幸男が騎乗してデビューし、7着。以降も、田之上幸男とともに未勝利戦に出走を続けるが勝利できず3歳を終えた。4歳初戦も敗退したのち、藤岡範士に乗り替わった通算8戦目である1月23日、京都競馬場の未勝利戦（ダート1400メートル）にて、後方に4馬身差をつけて逃げ切り、初勝利を挙げた。
続いて、200万円以下に久保敏文、田之上幸男とともに勝利には至らず、再び鞍上は藤岡に戻って2戦目、3月12日の200万円以下を逃げ切り2勝目を挙げた。それから2連敗し4月30日、桜花賞のトライアル競走である阪神4歳牝馬特別では、12頭立て11番人気の評価であったが、後方待機から追い込み4着を確保。桜花賞への優先出走権を獲得した。
なお1972年上旬は、馬インフルエンザの流行により、関東地区の競馬開催不能となっていた。それに伴いクラシックも延期となり、4月9日に予定されていた桜花賞は、5月21日。優駿牝馬（オークス）は5月21日の予定から7月2日にずれ込んでいた。4月30日、桜花賞トライアルの阪神4歳牝馬特別も同様に移動している。
優先出走権を行使し桜花賞に出走、鞍上は、当初同レースに騎乗する予定がなく空いていた武邦彦が起用された。馬インフルエンザ流行の影響から関東馬は、20頭中2頭に留まり、関西馬中心の出走メンバーであった。一般競走2勝のみのアチーブスターは、実績では最も劣っていたが、武に乗り替わったこともあり8番人気での出走となった。同じ厩舎からはアチーブスターが敗退した阪神4歳牝馬特別とシンザン記念を制したシンモエダケが出走しており、1番人気に推されるなどこちらの方が期待されていた。

スタートからキョウエイグリーンが桜花賞史上最速となるハイペースで逃げる一方、アチーブスターは馬場の内側、後方待機となった。キョウエイグリーンは直線半ばまで先頭を維持し、先行する2番人気トクザクラやセンコウミドリ、ハジメローズがかわそうとしていた。しかし、馬場の内側後方からアチーブスターが追い上げて抜け出すと、粘るキョウエイグリーンをかわして先頭で入線した。横尾一彦はその時の末脚についてこう記している。
後方に3馬身差をつけて勝利となり、武は騎手デビュー16年目で初のクラシック制覇となった。武「馬場さえ良かったらある程度戦えると思ったが、まさか勝てるとはなあ。それにしても前がガリガリ行って後ろが混戦。中団にいた僕の方は比較的バラけてもまれることもなかった。今年はついている。感無量ですわ」と述懐している。単勝式2890円は当時桜花賞史上2位、連勝複式9000円は当時の桜花賞最高配当を記録した。その後、牝馬クラシック二冠目の優駿牝馬（オークス）は、クラシック出走のための第三回登録を行っていなかったために回避し、夏を越す長期休養となった。
秋は、サファイヤステークスで復帰し7着敗退。続いて2戦敗れて3連敗とし、11月19日のビクトリアカップに出走。3連敗したためか評価は低く、5番人気であった。スタートから2番手につけて最終コーナーでは先頭に立った。後方では、中団に位置していた1番人気のタカイホーマが、競走中止するなどアクシデントもあり、後方勢は、追い上げ遅れてしまっていた。直線でようやく追い上げてきたタイラップをクビ差だけ退け、先頭で入線。牝馬二冠を達成した。武は「前半必ずスローになる。上がりの競馬に持っていければ末脚が切れるだけに行けると思った」と述懐している。年末にはトクザクラとともに優駿賞最優秀4歳牝馬を受賞した。
翌1973年、5歳も現役を続行し、12戦に出走したが、勝利には至らなかった。11月の京都記念4着を以て競走馬を引退した。

### 繁殖牝馬時代
引退後は、生まれ故郷の笹地牧場で繁殖牝馬となった。1984年、山本の都合から北海道三石町の福田清牧場に移動した。

## 競走成績
以下の内容は、netkeiba.comおよびJBISサーチの情報に基づく。
| 競走日     | 競馬場 | 競走名           | 格  | 距離（馬場）  | 頭 数 | 枠 番 | 馬 番 | オッズ | 人気     | 着順 | タイム  | 0騎手       | 斤量 [kg] | 1着馬（2着馬）     |
| ---------- | ------ | ---------------- | --- | ------------- | ----- | ----- | ----- | ------ | -------- | ---- | ------- | ----------- | --------- | ------------------ |
| 1971.09.18 | 阪神   | 3歳新馬          |     | 芝1200m（重） | 14    | 8     | 13    | 032.9  | 0（8人） | 07着 | 01:17.3 | 0田之上幸男 | 51        | トーヨーハヤテ     |
| 0000.10.02 | 阪神   | 3歳新馬          |     | 芝1200m（不） | 10    | 5     | 5     | 020.3  | 0（4人） | 03着 | 01:16.0 | 0田之上幸男 | 50.5      | マンジュザンオーヒ |
| 0000.10.09 | 阪神   | 3歳新馬          |     | 芝1200m（良） | 15    | 6     | 10    | 016.3  | 0（6人） | 04着 | 01:15.2 | 0田之上幸男 | 51        | タニノチカラ       |
| 0000.10.23 | 京都   | 3歳未勝利        |     | 芝1200m（良） | 20    | 6     | 12    | 018.5  | 0（6人） | 02着 | 01:12.7 | 0田之上幸男 | 51.5      | セカンドブラザー   |
| 0000.11.06 | 京都   | 3歳未勝利        |     | 芝1200m（稍） | 18    | 7     | 13    | 006.7  | 0（3人） | 02着 | 01:15.3 | 0田之上幸男 | 51.5      | ロングウイナ       |
| 0000.12.25 | 阪神   | 3歳未勝利        |     | 芝1400m（良） | 16    | 8     | 16    | 005.3  | 0（2人） | 04着 | 01:26.3 | 0田之上幸男 | 51.5      | エリモキング       |
| 1972.01.04 | 京都   | 4歳未勝利        |     | ダ1400m（重） | 18    | 1     | 2     | 008.1  | 0（4人） | 06着 | 01:28.7 | 0田之上幸男 | 51.5      | ニシノパレンマ     |
| 0000.01.23 | 京都   | 4歳未勝利        |     | ダ1400m（良） | 12    | 2     | 2     | 006.7  | 0（3人） | 01着 | 01:28.3 | 0藤岡範士   | 52        | (オネスト)         |
| 0000.02.05 | 京都   | アイリス賞       | 2下 | 芝1400m（不） | 11    | 7     | 9     | 029.5  | 0（8人） | 07着 | 01:31.4 | 0久保敏文   | 52        | ハジメローズ       |
| 0000.02.19 | 中京   | ヒヤシンス賞     | 2下 | 芝1700m（良） | 8     | 6     | 6     | 030.1  | 0（6人） | 04着 | 01:45.8 | 0田之上幸男 | 52        | ロングエース       |
| 0000.02.27 | 中京   | ジヤスミン賞     | 2下 | 芝1700m（重） | 9     | 6     | 6     | 007.8  | 0（4人） | 02着 | 01:46.6 | 0藤岡範士   | 52.5      | エクレア           |
| 0000.03.12 | 阪神   | 4歳200万下       |     | 芝1900m（良） | 7     | 1     | 1     | 003.3  | 0（1人） | 01着 | 02:01.4 | 0藤岡範士   | 52        | (タイソング)       |
| 0000.03.18 | 阪神   | つくし賞         | 2下 | 芝1900m（重） | 11    | 6     | 6     | 012.8  | 0（4人） | 08着 | 02:04.5 | 0田之上幸男 | 54        | バンブーシザラ     |
| 0000.04.08 | 阪神   | わらび賞         | 4下 | 芝1900m（不） | 11    | 7     | 9     | 097.0  | （11人） | 10着 | 02:09.3 | 0田之上幸男 | 52        | サクラオーザ       |
| 0000.04.30 | 京都   | 阪神4歳牝馬特別  |     | 芝1400m（良） | 12    | 2     | 2     | 166.3  | （11人） | 04着 | 01:25.5 | 0田之上幸男 | 54        | シンモエダケ       |
| 0000.05.21 | 阪神   | 桜花賞           |     | 芝1600m（良） | 21    | 2     | 3     | 039.1  | 0（8人） | 01着 | 01:37.6 | 0武邦彦     | 55        | (ハジメローズ)     |
| 0000.09.17 | 阪神   | サフアイヤS      |     | 芝1600m（重） | 8     | 7     | 7     | 022.5  | 0（6人） | 07着 | 01:39.9 | 0藤岡範士   | 53        | フセノスズラン     |
| 0000.10.01 | 阪神   | 神戸新聞杯       |     | 芝2000m（良） | 11    | 7     | 9     | 017.4  | 0（4人） | 06着 | 02:02.7 | 0武邦彦     | 54        | タイテエム         |
| 0000.10.29 | 京都   | 京都牝馬特別     |     | 芝1600m（稍） | 16    | 1     | 1     | 044.1  | （10人） | 09着 | 01:37.7 | 0武邦彦     | 53        | セブンアロー       |
| 0000.11.19 | 京都   | ビクトリアカップ |     | 芝2400m（稍） | 12    | 3     | 3     | 019.0  | 0（5人） | 01着 | 02:33.7 | 0武邦彦     | 55        | (タイラップ)       |
| 0000.12.17 | 阪神   | 阪神牝馬特別     |     | 芝2000m（良） | 12    | 7     | 10    | 028.1  | 0（8人） | 11着 | 02:05.8 | 0松本善登   | 56.5      | カツヤヨイ         |
| 1973.01.20 | 中京   | 5歳上オープン    |     | 芝1800m（稍） | 10    | 7     | 7     | 013.3  | 0（6人） | 06着 | 01:51.5 | 0武邦彦     | 56        | キョウエイアタック |
| 0000.02.10 | 中京   | 5歳上オープン    |     | 芝1600m（良） | 7     | 3     | 3     | 026.7  | 0（7人） | 07着 | 01:37.9 | 0田之上幸男 | 56        | ナオキ             |
| 0000.02.24 | 中京   | 5歳上オープン    |     | 芝1800m（稍） | 6     | 2     | 2     | 016.2  | 0（5人） | 06着 | 01:53.2 | 0田之上幸男 | 56        | ノボルトウコウ     |
| 0000.03.11 | 阪神   | サンケイ大阪杯   |     | 芝2000m（良） | 10    | 6     | 6     | 092.7  | 0（9人） | 09着 | 02:03.4 | 0田之上幸男 | 53        | ニホンピロムーテー |
| 0000.04.08 | 阪神   | 5歳上オープン    |     | 芝2000m（良） | 7     | 6     | 6     | 027.3  | 0（4人） | 05着 | 02:02.5 | 0小島貞博   | 53        | メトロオーカン     |
| 0000.04.21 | 京都   | 5歳上オープン    |     | 芝1900m（稍） | 12    | 8     | 11    | 065.2  | （11人） | 10着 | 02:02.3 | 0田之上幸男 | 55        | エリモシルバー     |
| 0000.05.19 | 阪神   | 4歳上オープン    |     | 芝1600m（良） | 15    | 5     | 9     | 220.7  | （14人） | 07着 | 01:36.0 | 0丸山雅夫   | 55        | ナオキ             |
| 0000.06.10 | 阪神   | 阪急杯           |     | 芝1600m（良） | 18    | 7     | 15    | 068.9  | （16人） | 09着 | 01:36.0 | 0丸山雅夫   | 52        | サカエカホー       |
| 0000.09.23 | 阪神   | 朝日チャレンジC  |     | 芝2000m（重） | 15    | 2     | 3     | 117.9  | （14人） | 15着 | 02:11.2 | 0田之上幸男 | 52        | タニノチカラ       |
| 0000.10.28 | 京都   | 京都牝馬特別     |     | 芝1600m（不） | 13    | 3     | 3     | 052.0  | （12人） | 13着 | 01:42.2 | 0田之上幸男 | 53        | レデースポート     |
| 0000.11.04 | 京都   | 京都記念         |     | 芝2400m（良） | 14    | 7     | 11    | 140.5  | （14人） | 04着 | 02:30.7 | 0田之上幸男 | 51        | メジロスイセイ     |

## 繁殖成績
|        | 生年   | 馬名               | 性 | 毛色 | 父                     | 戦績    | 主な勝利競走     | 供用     | 出典                     |
| ------ | ------ | ------------------ | -- | ---- | ---------------------- | ------- | ---------------- | -------- | ------------------------ |
| 初仔   | 1975年 | アタックオー       | 牡 | 鹿毛 | イエローゴッド         | 不出走  |                  | 抹消     | [ 9 ] [ 6 ]              |
|        | 1976年 | 流産               |    |      | アステック             |         |                  |          | [ 10 ] [ 6 ]             |
| 2番仔  | 1977年 | アルハーオー       | 牡 | 栗毛 | ミンスキー             | 60戦6勝 |                  | 抹消     | [ 11 ] [ 12 ]            |
|        | 1978年 | 不受胎             |    |      | ボールドリック         |         |                  |          | [ 12 ] [ 10 ]            |
| 3番仔  | 1979年 | アブルースター     | 牝 | 鹿毛 | ボールドリック         | 3戦0勝  |                  | 繁殖牝馬 | [ 12 ] [ 13 ]            |
|        | 1980年 | 不受胎             |    |      | ラッキーソブリン       |         |                  |          | [ 12 ] [ 10 ]            |
| 4番仔  | 1981年 | ワンダービクトリー | 牡 |      | ブレイヴェストローマン | 44戦8勝 | 北山特別（OP）   | 種牡馬   | [ 12 ] [ 14 ]            |
| 5番仔  | 1982年 | ワンダーヒロイン   | 牝 |      | ミルジョージ           | 32戦3勝 | 忘れな草賞（OP） | 繁殖牝馬 | [ 12 ] [ 15 ]            |
| 6番仔  | 1983年 | ワンダーアプローズ | 牝 |      | ブレイヴェストローマン | 33戦3勝 |                  | 繁殖牝馬 | [ 12 ] [ 16 ]            |
| 7番仔  | 1984年 | ワンダーエステート | 牝 |      | ブレイヴェストローマン | 48戦5勝 |                  | 繁殖牝馬 | [ 12 ] [ 17 ]            |
|        | 1985年 | 流産               |    |      | ブレイヴェストローマン |         |                  |          | [ 12 ] [ 10 ]            |
| 8番仔  | 1986年 | ワンダーナイアッド | 牝 |      | グランディ             | 不出走  |                  |          | [ 12 ] [ 18 ] [ 注釈 3 ] |
| 9番仔  | 1987年 | ワンダーリゲイリア | 牡 |      | ノーアテンション       | 36戦3勝 |                  |          | [ 12 ] [ 19 ]            |
|        | 1988年 | 空胎               |    |      |                        |         |                  |          | [ 12 ] [ 10 ]            |
| 10番仔 | 1989年 | ワンダーファーリー | 牝 |      | ロードオブザダンス     | 5戦0勝  |                  | 繁殖牝馬 | [ 12 ] [ 20 ]            |
|        | 1990年 | 空胎               |    |      |                        |         |                  |          | [ 12 ] [ 10 ]            |
| 11番仔 | 1991年 | ワンダーアンカー   | 牝 |      | ミナラ                 | 8戦0勝  |                  |          | [ 21 ]                   |

## 血統表
| アチーブスターの血統（ナスルーラ系／Nearco4×4=12.50%） | アチーブスターの血統（ナスルーラ系／Nearco4×4=12.50%） | アチーブスターの血統（ナスルーラ系／Nearco4×4=12.50%） | （血統表の出典）  | （血統表の出典） |
| 父 *シプリアニ Cipriani 1958 黒鹿毛                    | 父の父Never Say Die 1951 鹿毛                          | Nasrullah                                              | Nearco            | Nearco           |
| 父 *シプリアニ Cipriani 1958 黒鹿毛                    | 父の父Never Say Die 1951 鹿毛                          | Nasrullah                                              | Mumtaz Begum      |                  |
| 父 *シプリアニ Cipriani 1958 黒鹿毛                    | 父の父Never Say Die 1951 鹿毛                          | Singing Grass                                          | War Admiral       | War Admiral      |
| 父 *シプリアニ Cipriani 1958 黒鹿毛                    | 父の父Never Say Die 1951 鹿毛                          | Singing Grass                                          | Boreale           |                  |
| 父 *シプリアニ Cipriani 1958 黒鹿毛                    | 父の母Carezza 1953 鹿毛                                | Rockefella                                             | Hyperion          | Hyperion         |
| 父 *シプリアニ Cipriani 1958 黒鹿毛                    | 父の母Carezza 1953 鹿毛                                | Rockefella                                             | Rockfel           |                  |
| 父 *シプリアニ Cipriani 1958 黒鹿毛                    | 父の母Carezza 1953 鹿毛                                | Canzonetta                                             | Turkhan           | Turkhan          |
| 父 *シプリアニ Cipriani 1958 黒鹿毛                    | 父の母Carezza 1953 鹿毛                                | Canzonetta                                             | Madrigal          |                  |
| 母 *フォーテリング Foretelling 1961 黒鹿毛             | 母の父Premonition 1950 鹿毛                            | Precipitation                                          | Hurry On          | Hurry On         |
| 母 *フォーテリング Foretelling 1961 黒鹿毛             | 母の父Premonition 1950 鹿毛                            | Precipitation                                          | Double Life       |                  |
| 母 *フォーテリング Foretelling 1961 黒鹿毛             | 母の父Premonition 1950 鹿毛                            | Trial Ground                                           | Fair Trial        | Fair Trial       |
| 母 *フォーテリング Foretelling 1961 黒鹿毛             | 母の父Premonition 1950 鹿毛                            | Trial Ground                                           | Tip the Wink      |                  |
| 母 *フォーテリング Foretelling 1961 黒鹿毛             | 母の母Versitication 1954 鹿毛                          | Dante                                                  | Nearco            | Nearco           |
| 母 *フォーテリング Foretelling 1961 黒鹿毛             | 母の母Versitication 1954 鹿毛                          | Dante                                                  | Rosy Legend       |                  |
| 母 *フォーテリング Foretelling 1961 黒鹿毛             | 母の母Versitication 1954 鹿毛                          | Lovely Bubbles                                         | Colonbo           | Colonbo          |
| 母 *フォーテリング Foretelling 1961 黒鹿毛             | 母の母Versitication 1954 鹿毛                          | Lovely Bubbles                                         | Sold'Or F-No.14-a |                  |